# 鈴木Alto Lapin
鈴木Alto Lapin（日语：スズキ・アルトラパン）乃是日本鈴木公司自2002年起開始製造發售的輕型轎車、掀背車。關於車名「Lapin」在法語中意指兔子，由於該車款之目標對象為女性車主，可愛的車身外觀符合此名稱。此外，該車款之第一代曾換牌生產成馬自達Spiano。

## 歷史與概要
2001年10月開幕的第35屆東京車展中，原廠展出一輛名為「Lapin」的概念車。由於主力車系Alto車主以男性、高齡者為主，為了拓展銷售業務，開發初期即以女性車主為目標，著重靜肅性、穩定性、行駛容易上手等。推出後獲得許多女性使用者青睞，根據第三代上市時之調查，約90%的購買者為女性，其中60%為20至30歲的年輕人。

### 第一代HE21S型（2002年-2008年）
2002年 - 1月22日正式發售第一代Alto Lapin，設計理念為略帶弧形的四方體，於是車窗、前後保桿、頭尾燈組、進氣壩等處，乃至於內裝的中控台、音響面板等皆依此一理念貫穿。底盤佈局和鈴木MR Wagon一樣，將避震器往後挪移，前懸吊系統則增加橫力控制彈簧，可消除施加在避震筒支柱的橫力並減少摩擦。動力心臟則是658c.c.直列三缸DOHC VVT K6A型引擎，搭配四速自動排檔變速箱後可輸出54ps / 6,500rpm的最大馬力、6.4kg·m / 3,500rpm的最大扭力。2月15日兄弟車馬自達Spiano上市，兩者差異不大，只有更換廠徽銘牌而已。
同年9月3日發行特仕車「Alto Lapin Mode」，內裝重新設計，且含有銀色、紫色等二種專屬車身塗裝。10月17日追加「Turbo」車型，搭載著重低轉速域出力的M-渦輪增壓658c.c.直列三缸DOHC K6A型引擎（附中冷器），最大馬力60ps / 6,000rpm，扭力峰值則是8.5kg·m / 3,000rpm。12月14日發售「Alto Lapin Mode II」特仕車，配置圓形鹵素霧燈。
2003年 - 1月14日推出「Turbo Version V」特仕車，具備全車空力套件、五幅式鋁圈、圓形電動收折後視鏡、鍍鉻進氣壩框、銀色調中控台與灰色內裝等。同年4月10日原廠與班尼頓、安托華汽車百貨等異業結盟一同推出「Lapin Benetton Version」特仕車，由班尼頓擔當設計工作。9月3日部分改良（2型），並發售「SS」車型，是一款以男性為目標的運動化車型。另新設「L」車型，包含板凳式前座、足踏式手煞車等。
2004年 - 1月26日「L Limited」特仕車問世，中控台、座椅、車門飾板、腳踏墊等處皆統一成黃色設計。5月9日發售「G Selection」特仕車，內裝質感提升。10月5日再度實行部分改良（3型），除了「SS」車型外，全車系改採板凳式前座、足踏式手煞車等，追加淡藍、褐色等車色，廢除「L」車型。12月7日推出「Lapin Ansel Version」，內裝以粉紅色系為主。
2005年 - 12月5日實施部分改良（4型），新增一種車色，同時發售內裝以淡褐色為基調的「G Selection II」特仕車。
2006年 - 4月12日再實行部分改良（5型），追加具有專屬前後保桿、進氣壩、圓形頭燈組的「L」車型，追加檸檬綠車色。全車系除「Turbo」、「SS」二種車型外，皆更換進氣壩與透明尾燈組；此外廢除「X2」車型。11月18日發售「G Selection III」特仕車，具有專屬內裝、鋁圈、電動收折後視鏡等配備。
2007年 - 5月12日再次實施部分改良（6型），廢除原M-渦輪增壓K6A型引擎，改換最大出力64ps / 6,000rpm的K6A型渦輪增壓引擎；並且更新內裝、座椅表皮等。

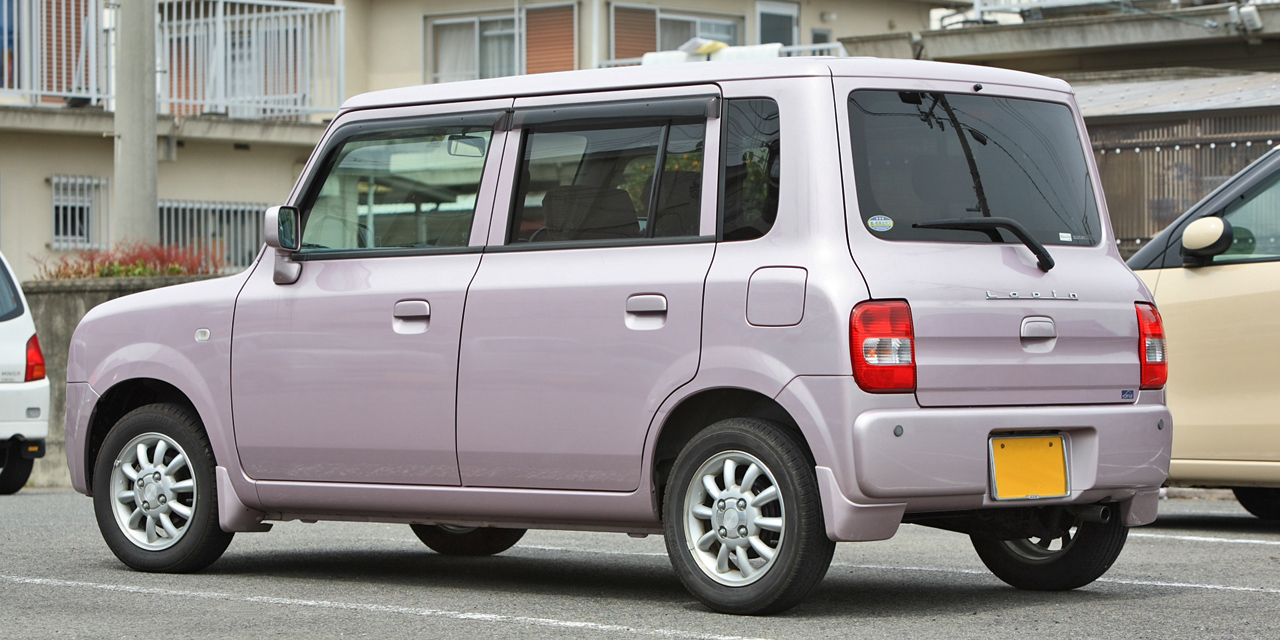
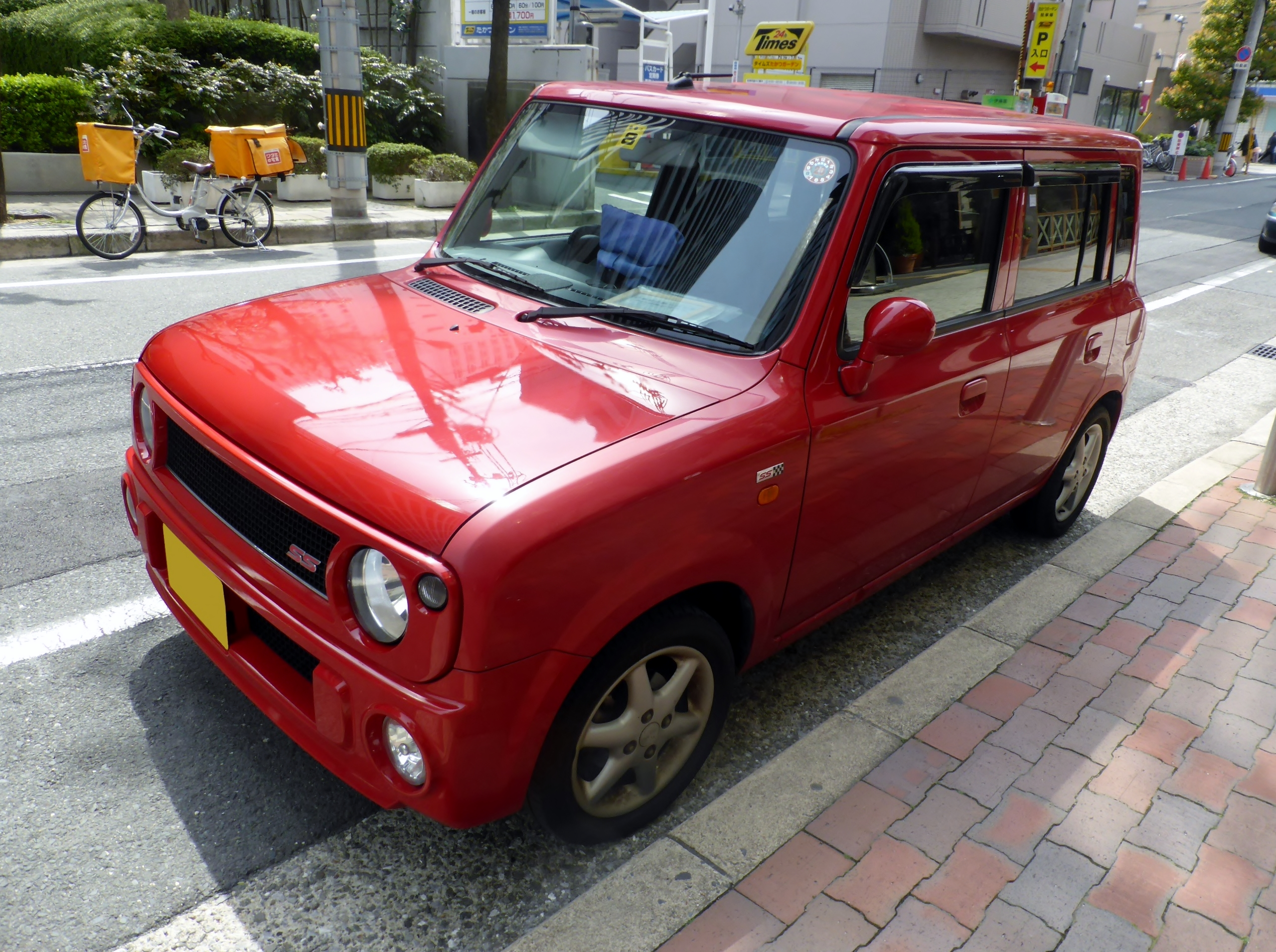
SS車型車頭
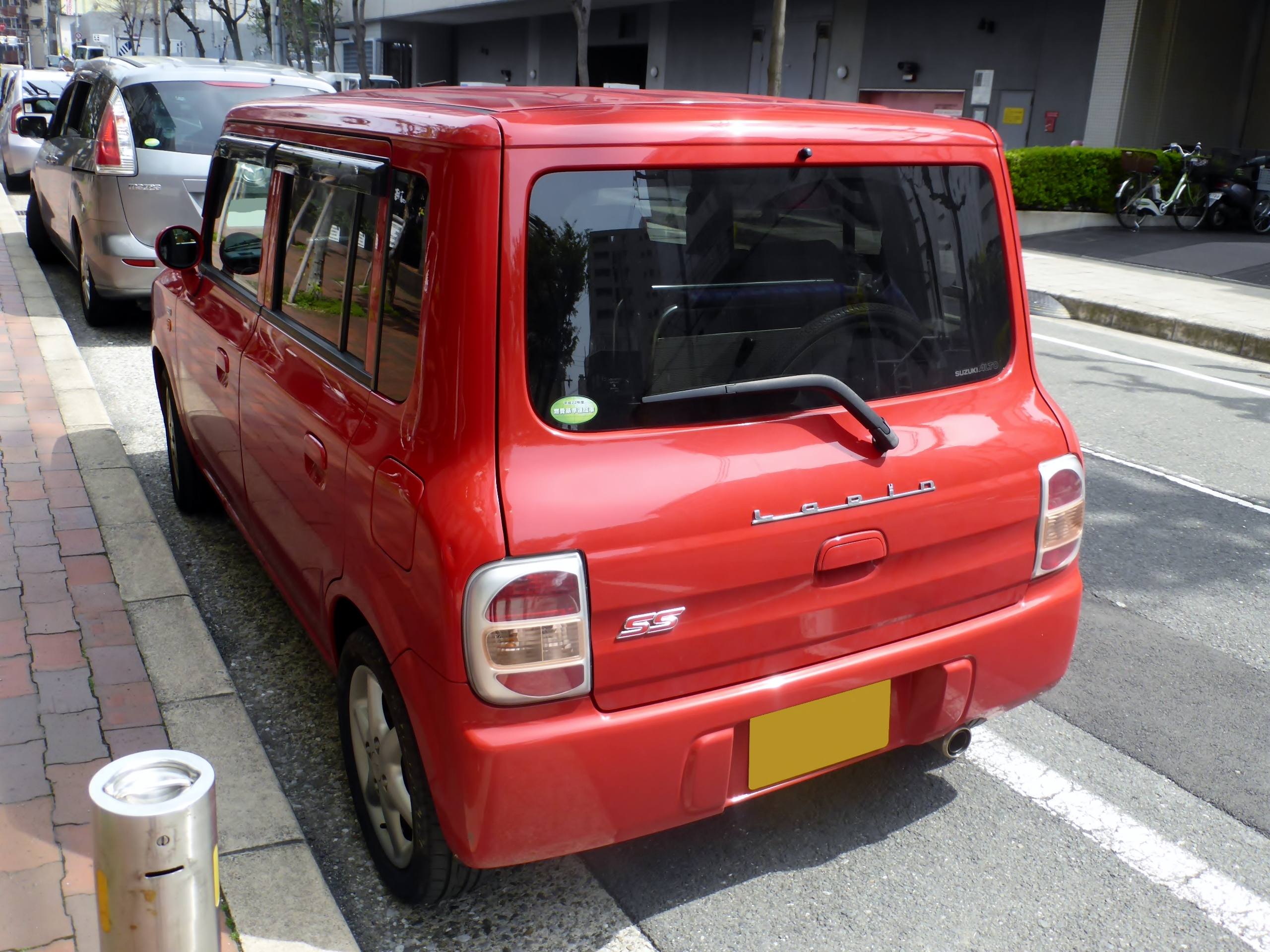
SS車型車尾
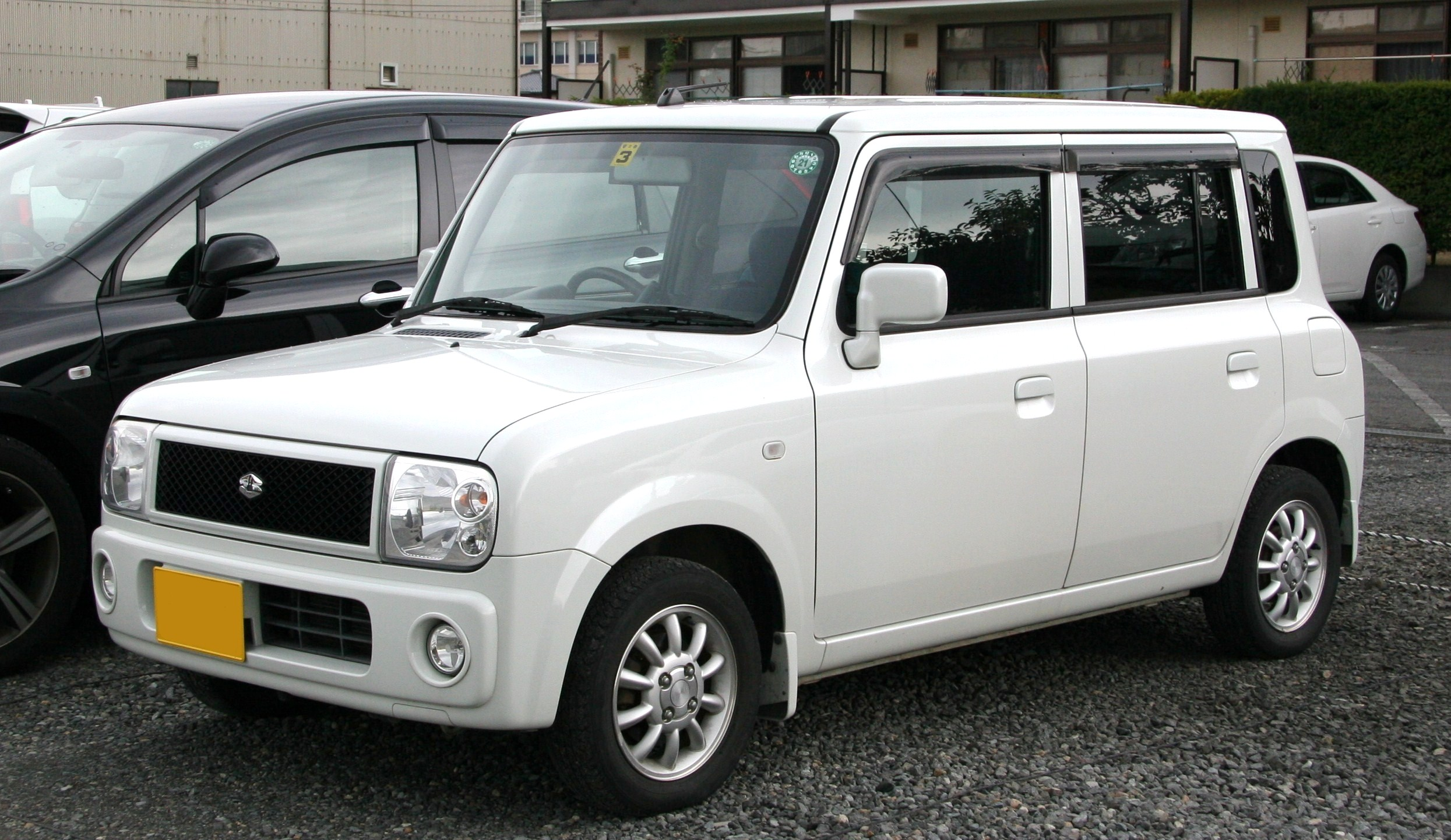
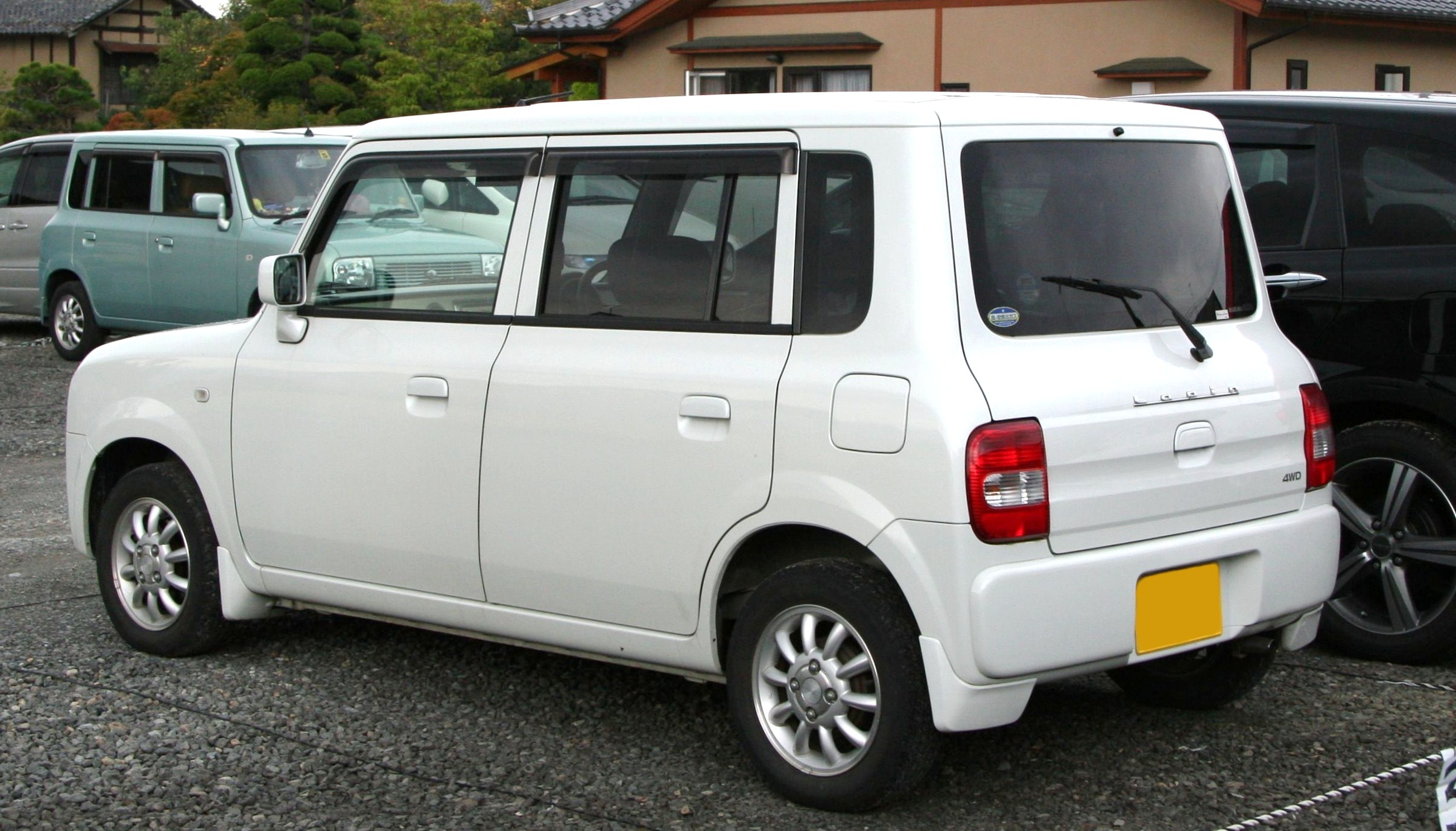

### 第二代HE22S型（2008年-2015年）
2008年 - 大改款的第二代Alto Lapin於11月26日正式面世，軸距比前一代多出4公分，車高則多了5公厘，外型修飾得更圓潤可愛，六具SRS安全氣囊和氣簾、TECT高剛性車體、ABS防鎖死煞車系統、後視鏡方向指示燈等列入標準配備，高階車型另有HID頭燈。內裝鋪陳幾無改變，但方向機柱式排檔桿改成懸空中控台式，且內裝配色共有三種。動力心臟同樣是K6A型，分成自然進氣和渦輪增壓兩種版本，各自可輸出54hp / 6,500rpm、6.4kg·m / 3,500rpm及64hp / 6,000rpm、9.7kg·m / 3,000rpm的功率。此代車款之主設計師由結城康和擔當，獲得該年度好設計獎。
2009年 - 本年度東京車展裡，原廠公布一輛「Lapin Convertible Concept」敞篷概念車，但不預訂量產化。10月廢除三種車色，並將EBD電子制動力分配系統列入「G」車型的標準配備。
2010年 - 1月22日推出「Lapin X Limited」特仕車，以「X」車型為基礎外加專屬車色、HID頭燈和黑色內裝等。同年5月1日，全車系捨棄自排變速箱，同步採用CVT。8月20日實施部分改良（2型），和鈴木Palette、第七代鈴木Alto一樣改採附有副變速機構的CVT，以提升油耗表現。尾燈改成LED，內裝改成棕色。11月25日發售「Limited」特仕車，以「G」車型為基礎外加白色尾翼、附有Lapin標誌的輪圈蓋、銀色進氣壩、附方向燈的後視鏡、駕駛座加熱功能、後座喇叭等配備。
2011年 - 為了紀念上市十週年，11月21日推出「10th Anniversary Limited」特仕車，以「X」車型為藍本外加專屬銘牌、進氣壩、鍍鉻車門手把、前車門安裝超級防紫外線玻璃、可調整亮度並附專屬銘牌之儀表板、專屬鋁框、駕駛座加熱功能、專屬前座腳踏墊、手機置放盒等配備，並有8種車色可選。
2012年 - 5月17日再度實行部分改良（3型），藉由降低CVT變速箱油的黏度係數、減少CVT內部機件的摩擦等提升油耗表現；以JC08模式（（日語）JC08モード）測試從原先的22.8km/L提升至23.2km/L。12月19日再度推出自2010年5月起廢除的前置前驅、4速自排車型。
2013年 - 6月19日再次實施部分改良（4型），並推出衍生車型「Alto Lapin Chocolat」。此衍生車款針對女性車主設計，除了三種專屬粉色外表塗裝外，內裝也走粉嫩可愛的象牙白風格。車窗使用防紫外線玻璃，手機並可投射至6.2吋螢幕；此車型除了在10月1日獲得好設計獎之外，同年12月17日也獲得由日本流行色協會主辦的2014年度汽車顏色大獎的「內裝部門獎」及「企劃部門獎」。
2014年 - 11月5日「Alto Lapin Chocolat」改成牛奶糖棕色內裝。

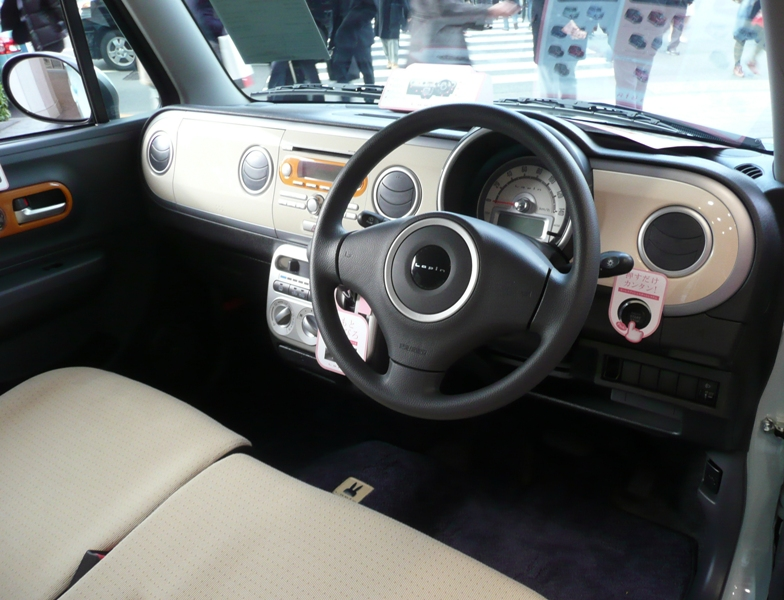
內裝
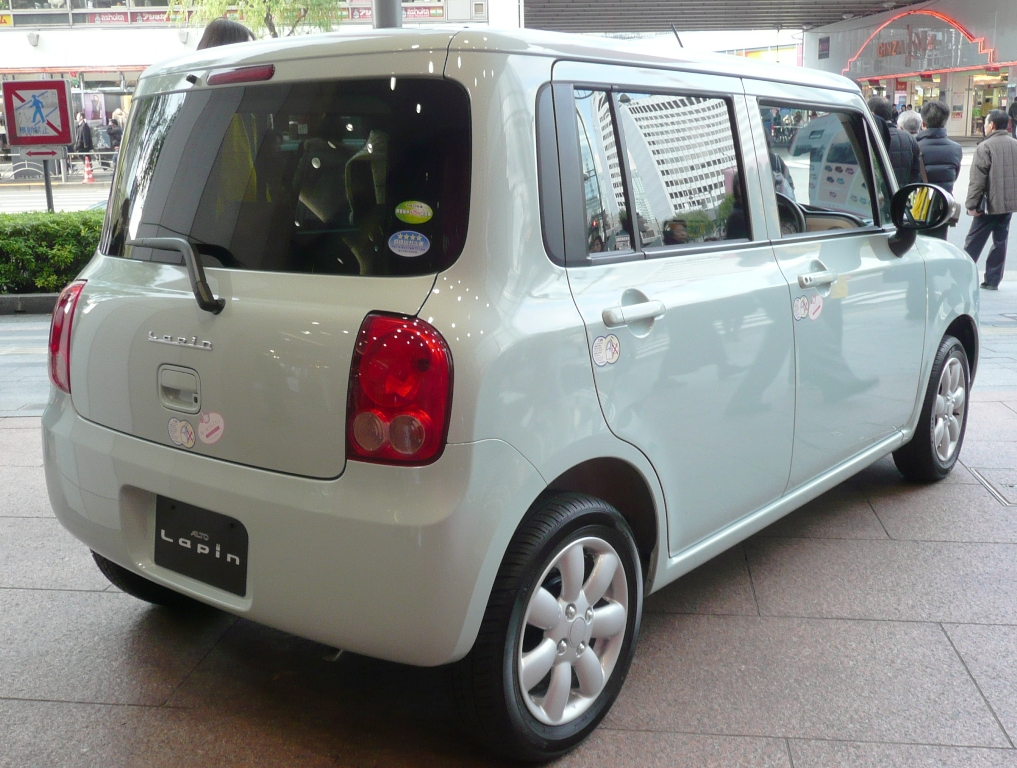
車尾
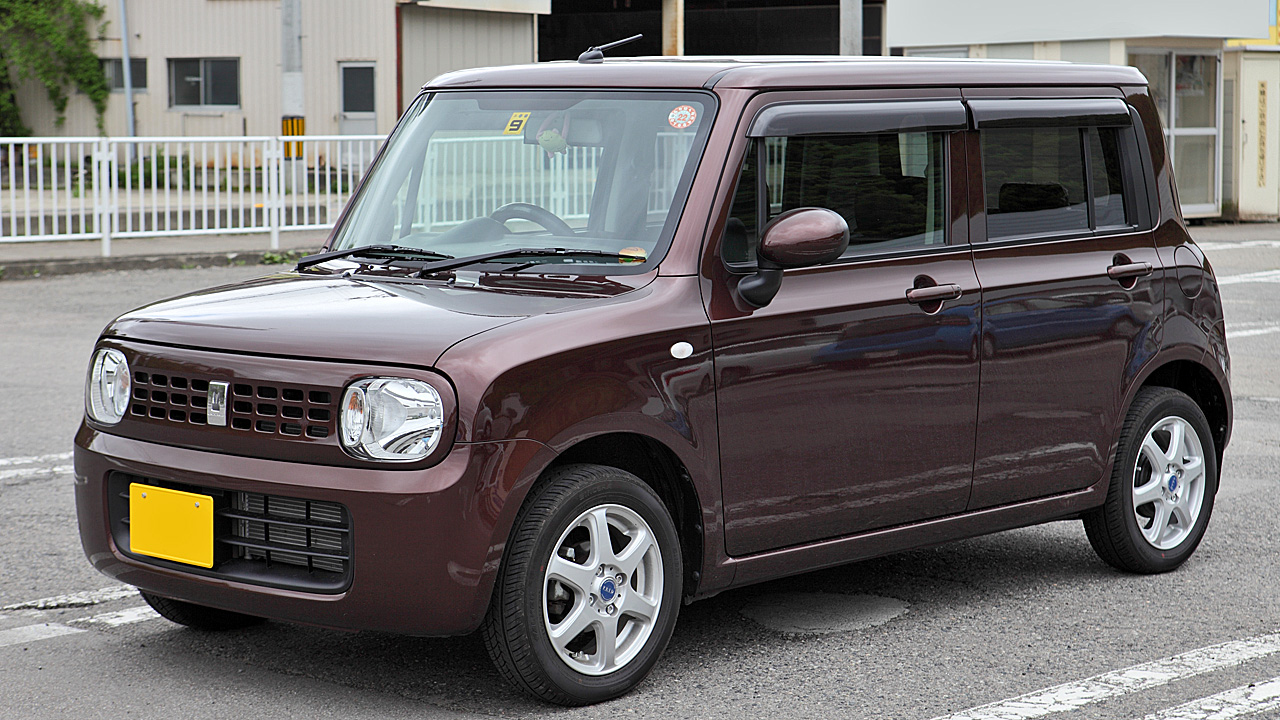
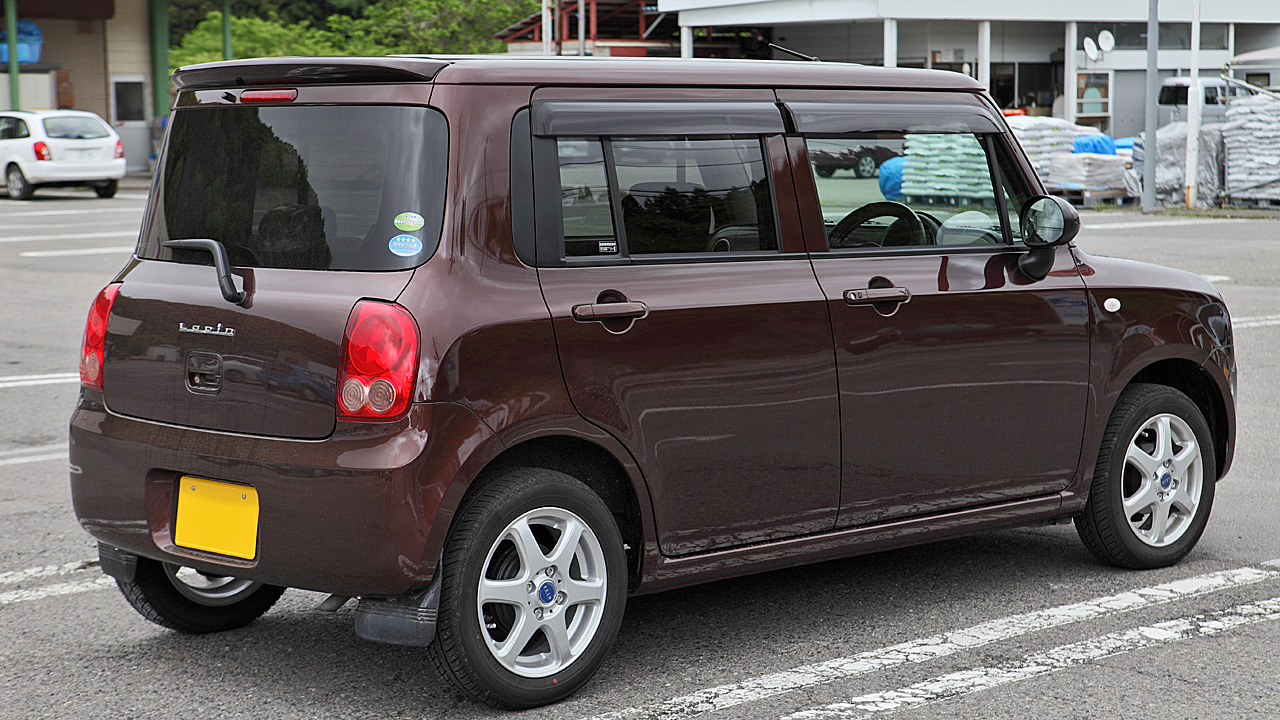
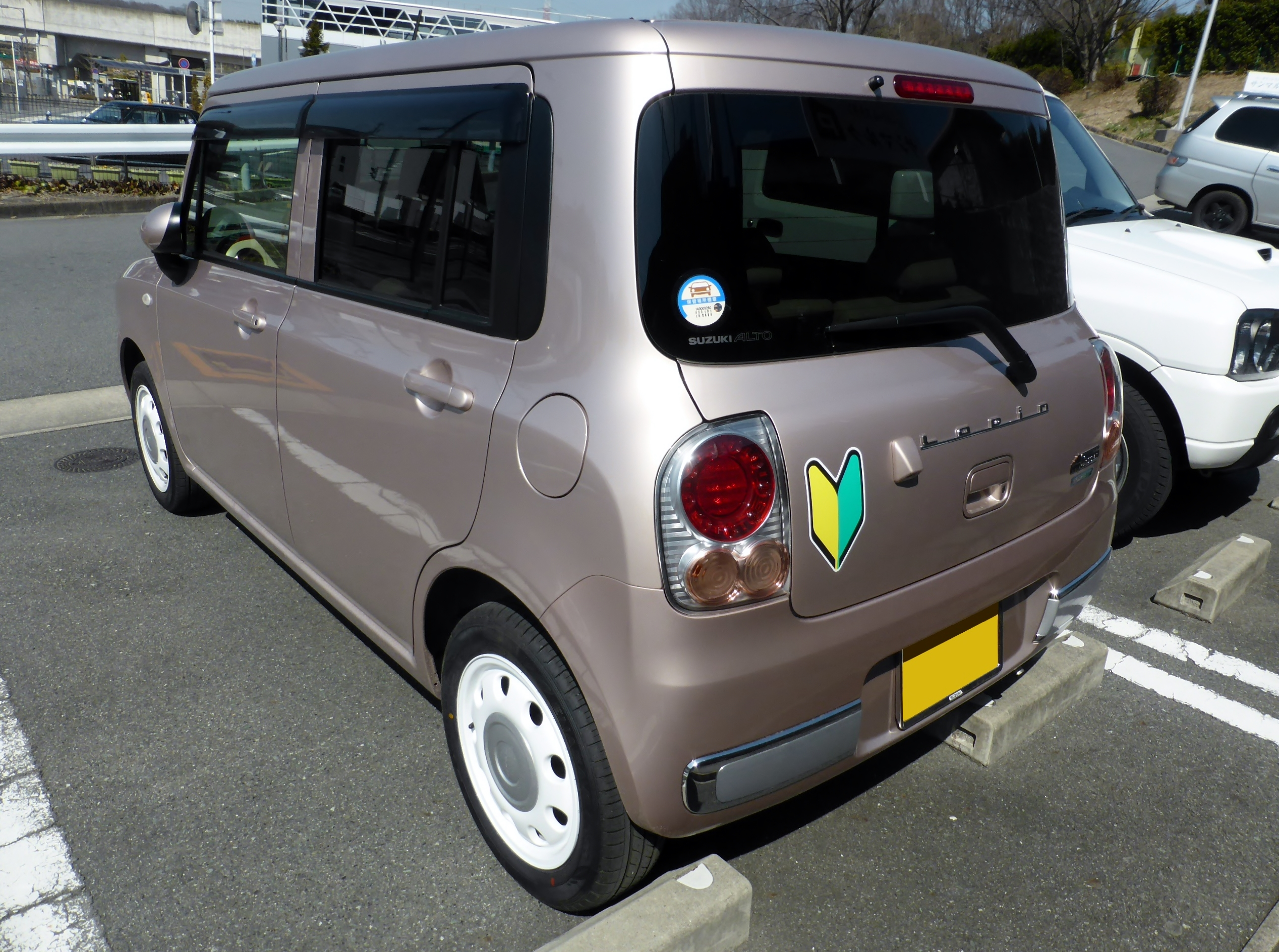
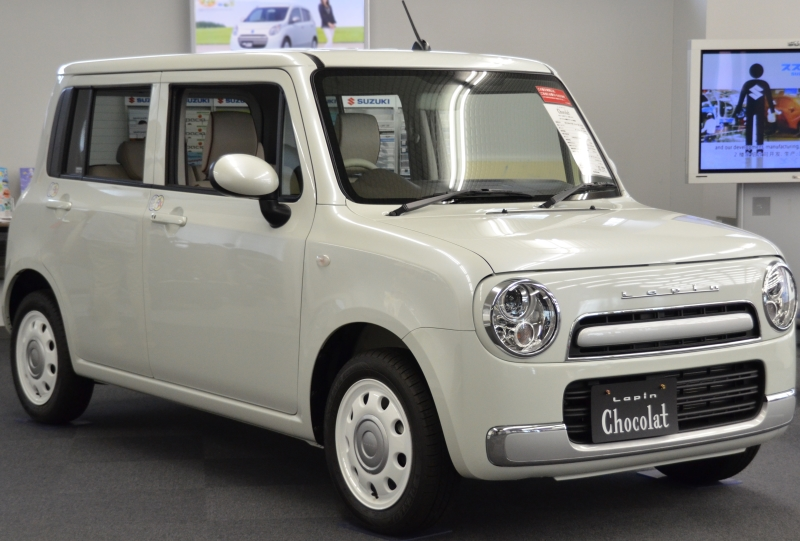
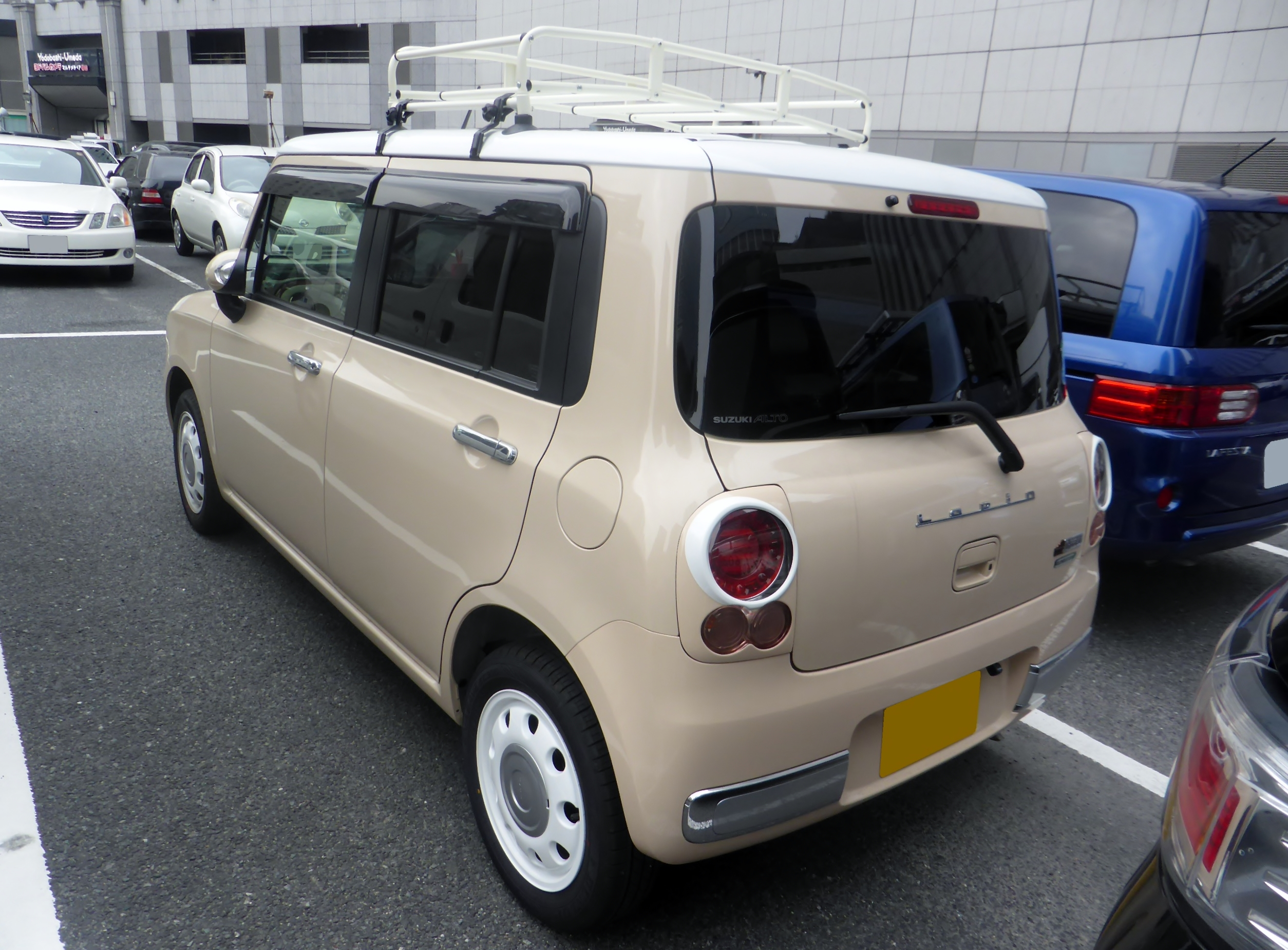
Chocolat車尾

### 第三代HE33S型（2015年迄今）
2015年 - 大改款的第三代Alto Lapin於6月3日正式亮相，外形依舊維持圓潤可愛風格，內裝設計思維引進桌子、椅子概念，使用暖色系裝飾。中控台具備7吋觸控式液晶螢幕，可整合廣播、CD、USB、AUX-in、電視、衛星導航系統、藍牙等功能。動力心臟為新開發之658c.c.直列三缸DOHC VVT R06A型引擎，可輸出最大馬力52ps / 6,500rpm、最大扭力6.4kg・m / 4,000rpm，搭配五速AGS自手排半自動排檔或CVT變速箱。除了怠速熄火系統外，尚有eNe-CHARGE減速能源再生技術（（日語）エネチャージ減速エネルギー回生技術），在汽車減速時可將引擎動力轉換成電力，提供給汽車電裝部品（如音響）使用並減輕引擎的發電負擔。其他還有「Eco-Cool」蓄冷技術（（日語）エコクール），可維持怠速時車室內的溫度）。全車有46%採用980MPa高張力鋼板，使得全車剛性提升30％。此外，採用輕量化樹酯材料，故總車重比上一代減少120公斤。
同年9月29日第三代Alto Lapin獲得好設計獎，同時該公司的第八代鈴木Alto、第六代鈴木Every/Every Wagon、第二代鈴木SX4、第四代鈴木Solio/第二代Solio Bandit也一同獲獎。11月10日獲得第25屆RJC年度風雲車「年度國產風雲車獎」，12月7日獲得日本年度風雲車「年度小型車獎」。12月12日奪得由日本流行色協會主辦的2015年度汽車顏色大獎，這是該車款二度奪下該獎項。
2017年 - 12月7日推出特仕車「Alto Lapin S Selection」，以「S」車型為基礎增添新式鍍鉻網狀水箱罩、鍍鉻車門把手、白色後視鏡外蓋、兔子圖樣的白色輪圈蓋，以及7種車身塗裝。內裝部份，以白色為基底搭配白色鋼琴烤漆、木紋內裝飾板、7吋觸控式液晶螢幕等，並提供磚紅色菱格紋與灰色格紋兩種樣式，加上附nanoe空氣清淨功能的恆溫空調系統。同時導入Suzuki Safety Support行車安全輔助系統，配置在擋風玻璃上緣的雷射感測器能夠在5~30km/h的時速範圍內偵測前方車輛，並具備自動煞車的功能；在時速10km/h以下也具備防爆衝的功能。另外並可加價選配攝影鏡頭，置於水箱罩下緣、前檔上緣、車外後視鏡下方與尾門把手等處，以便中控台螢幕顯示車身周遭的環景畫面。

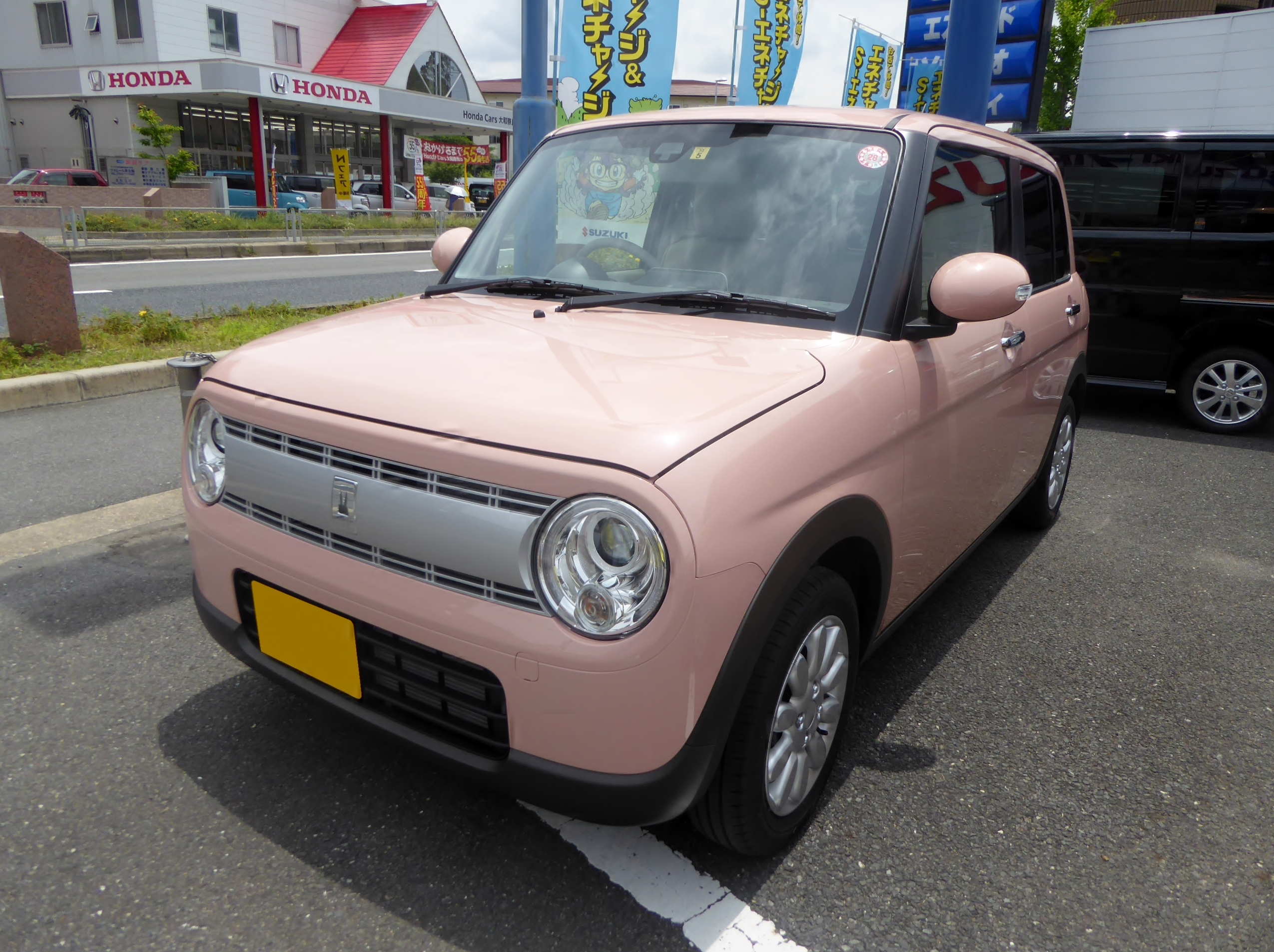
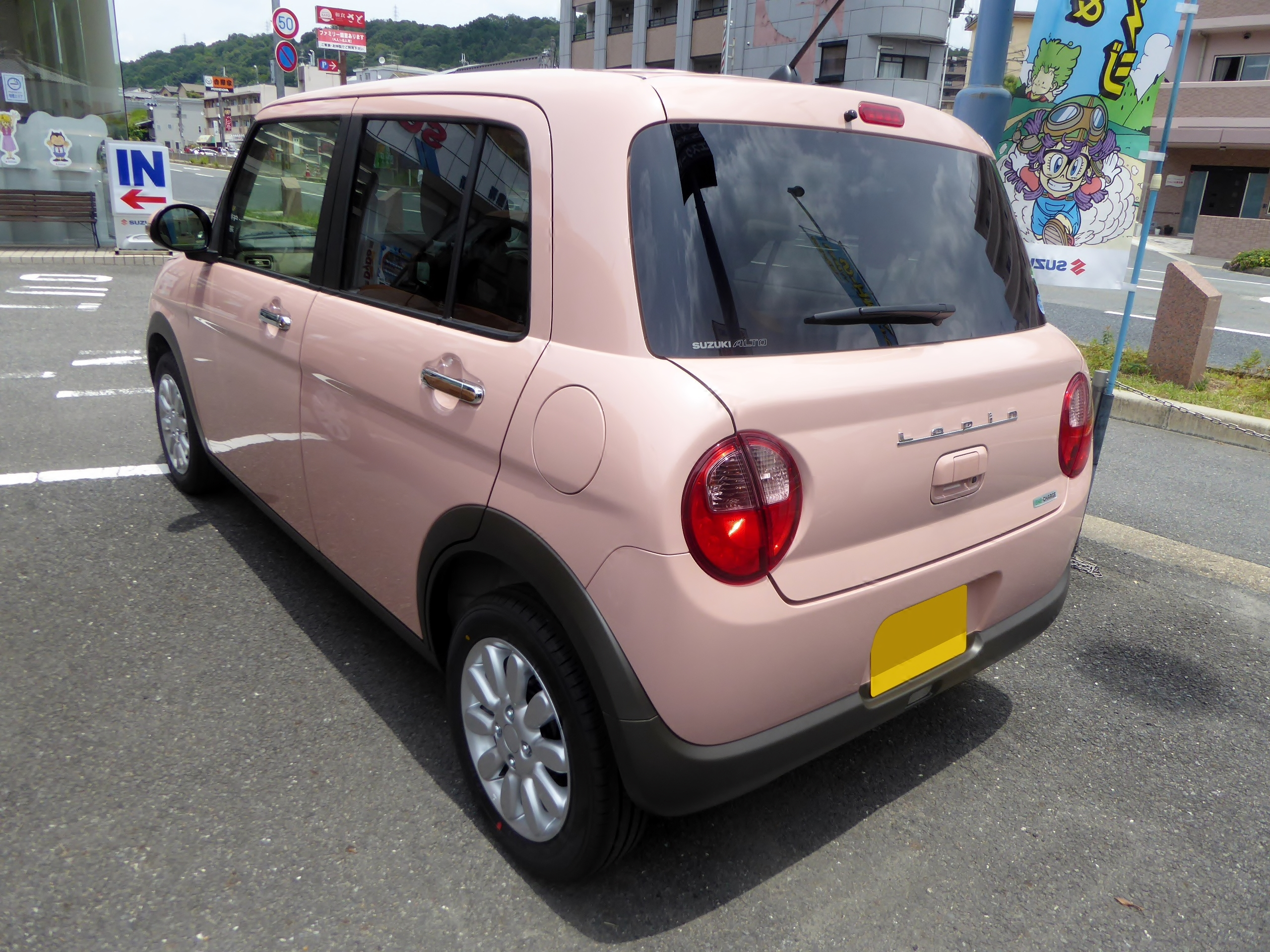
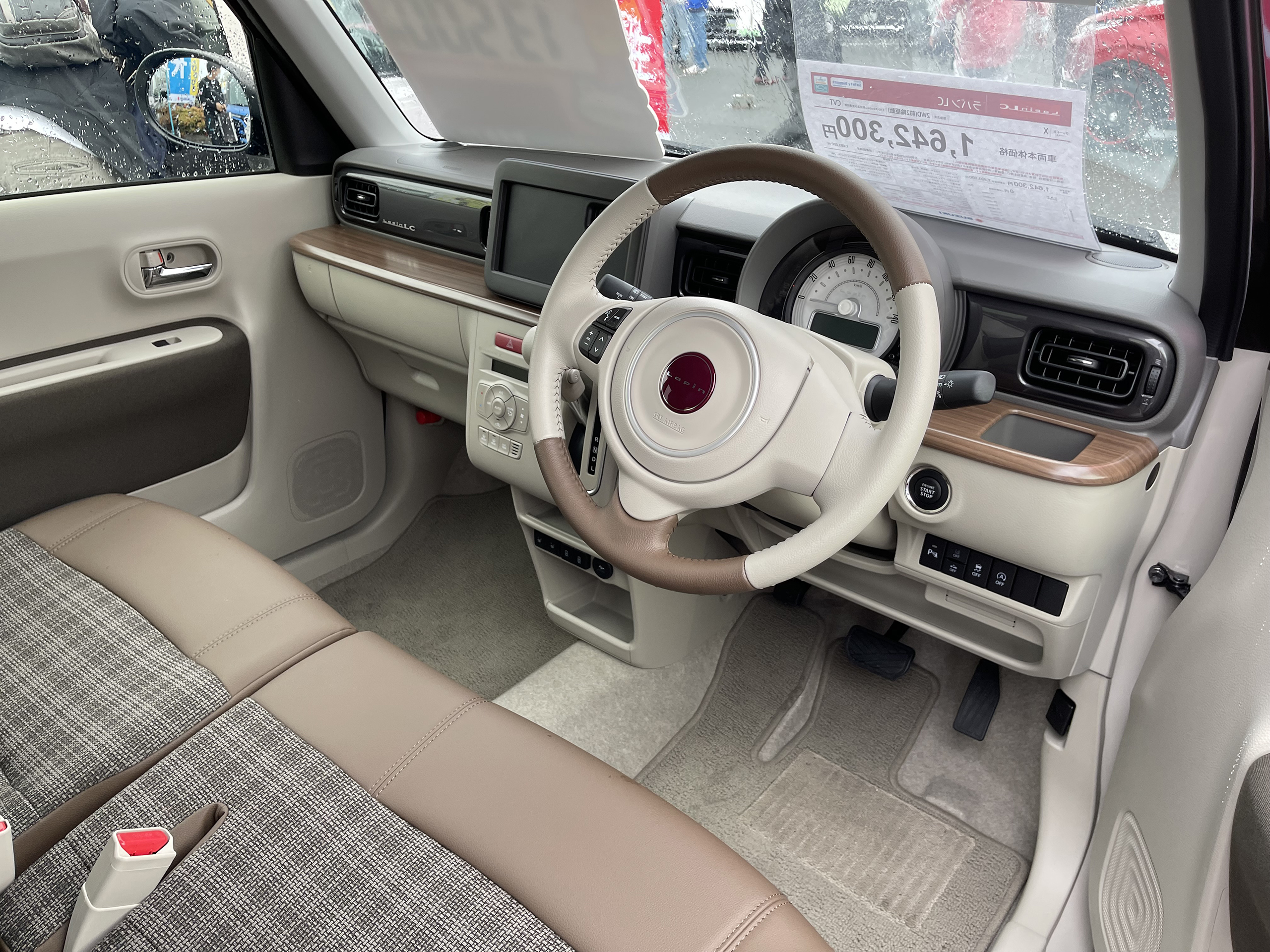

## 內部連結
- 馬自達Spiano

## 外部連結
- （日語）日本官方網站 （页面存档备份，存于）